# Mallophora pusilla
Mallophora pusilla là một loài ruồi trong họ Asilidae. Mallophora pusilla được Macquart miêu tả năm 1838. Loài này phân bố ở vùng Tân nhiệt đới.